# Peter Marshall (attore 1957)
Peter Marshall (Hull, 12 giugno 1957 – Johannesburg, 22 ottobre 1986) è stato un attore cinematografico britannico.

## Biografia
Peter Andrew Marshall, figlio dell'ingegnere britannico Roy Marshall, si trasferì in giovane età con il padre e la madre Vera ad Aden (Yemen) e Mombasa (Kenya). Fu selezionato per interpretare il protagonista della serie televisiva Orzowei, il figlio della savana, tratta dall'omonimo romanzo di Alberto Manzi.
Il settimanale dell'epoca Sorrisi e Canzoni TV Nr. 20 del 1977 rivela che Peter Marshall sia in verità "un italiano nato in Kenya. Figlio di un ingegnere elettronico che vive a Nairobi [...]".
L'edizione Nr. 23 del 1977 invece riporta che Peter Marshall "è nato all'ombra del «cupolone». Figlio secondogenito di un ingegnere romano e di una scozzese, il ragazzo si chiama in realtà Stefano Cheli". In una didascalia a margine si precisa: "il giovane è nato il 6 ottobre 1958" e "il nome d'arte Peter è stato scelto dal padre in onore di San Pietro, simbolo di Roma, il cognome Marshall invece è casuale." 
Morì all'età di 29 anni in un incidente stradale in Sudafrica.

## Filmografia parziale
- Orzowei, il figlio della savana (1977) miniserie televisiva 1977